# Ali Bongo
Ali Bongo Ondimba (nascido Alain Bernard Bongo, Brazzaville, 9 de fevereiro de 1959) é um político do Gabão, que serviu como presidente do seu país de 2009 a 2023, quando foi deposto num golpe de Estado. Bongo é filho do falecido presidente Omar Bongo.

## Biografia
Na década de 1970, estudou Direito na Universidade Sorbonne, em Paris, e iniciou sua carreira como músico. Em 1977, lançou um álbum de funk, A Brand New Man, produzido por Charles Bobbit. Em 2018, recebeu um doutorado honorário em direito pela Universidade de Wuhan, na China.
Enquanto seu pai era presidente, foi ministro dos Negócios Estrangeiros, entre 1989 e 1991, e depois assumiu a pasta da Defesa, entre 1999 e 2009. Após a morte de Omar Bongo, candidatou-se às eleições de 2009 e venceu, apesar das acusações de irregularidades no processo eleitoral. Em 2016, reelegeu-se em eleição marcada por inúmeras irregularidades, prisões, violações dos direitos humanos e protestos e violência pós-eleitorais.

## Governo
Sob a sua liderança, persistem várias dificuldades: uma taxa de desemprego de cerca de 30% da população activa, detenções sumárias durante manifestações estudantis ou sindicais (particularmente desde Janeiro de 2016), mau acesso aos cuidados de saúde, deficiências nos serviços públicos e cortes recorrentes de electricidade. Mais de metade da população está abaixo do limiar de pobreza.